# Siemens AG
Siemens AG (pronunciación alemana: [ˈziːməns]) es un conglomerado de empresas alemanas con sedes en Berlín y Múnich, considerada como la mayor empresa de fabricación industrial de Europa con 190 sucursales a lo largo del mundo. Siemens opera en 4 sectores principales: el sector industrial, energético, de salud (Siemens Healthineers) y de infraestructuras y ciudades. La empresa se caracteriza por el desarrollo de equipamiento de diagnóstico médico generando un 12% de beneficios después de su división de automatización industrial. Siemens emplea 379.000 personas alrededor del mundo reportando ingresos globales de 83 mil millones de € en el año 2018. El grupo está representado en 190 países y es una de las compañías más grandes del mundo en ingeniería eléctrica y electrónica.

## Historia
La empresa fue fundada el 1 de octubre de 1847 en un piso interior de la calle Schöneberg n.º 19, Berlín por Werner von Siemens y Johann Georg Halske, bajo el nombre de Telegraphen-Bauanstalt von Siemens & Halske; a partir de 1897, Siemens & Halske AG.
En 1848, la compañía construyó la primera línea telegráfica de larga distancia en Europa l; 500 km de Berlín a Fráncfort del Meno. Construyó también líneas telegráficas en Rusia, y en 1867, Siemens completó la monumental línea telegráfica Indo-Europea de (Calcuta a Londres).
A finales del siglo XIX comenzó a construirse en Berlín Siemensstadt, un barrio residencial e industrial que acoge a sus empleados. En 1903, se fundó Siemens-Schuckertwerke. En 1919 se fundó Osram GmbH; Siemens & Halske y otros tres grupos alemanes llevaron a cabo esta acción (entre ellos AEG). Las acciones de Osram son 100% de Siemens AG en la actualidad. En 1932 se fundó Siemens-Reiniger-Werke AG, que se dedicaba a la medicina.
A partir de 1966 se conoce como Siemens AG, que fue la unión de Siemens & Halske, Siemens-Reiniger-Werke y Siemens-Schuckertwerke. Esta acción se llevó a cabo bajo el mandato de Ernst von Siemens, nieto de Werner.
Empleaba al menos 359.000 personas en 2011.

## Controversias

### II Guerra Mundial

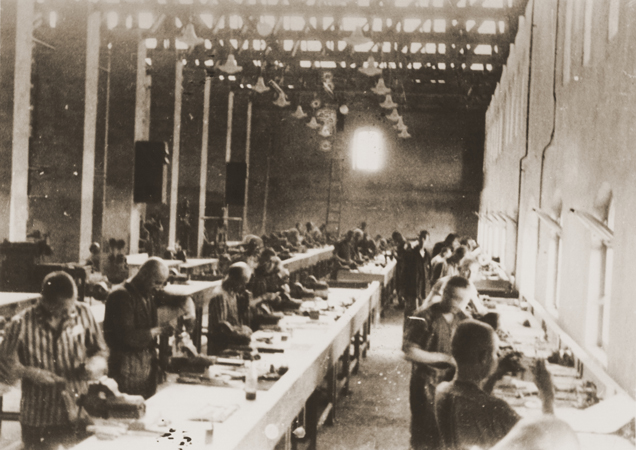
Prisioneros trabajando en una factoría Siemens en KZ Bobrek, un subcampo del campo de concentración de Auschwitz, 1944.

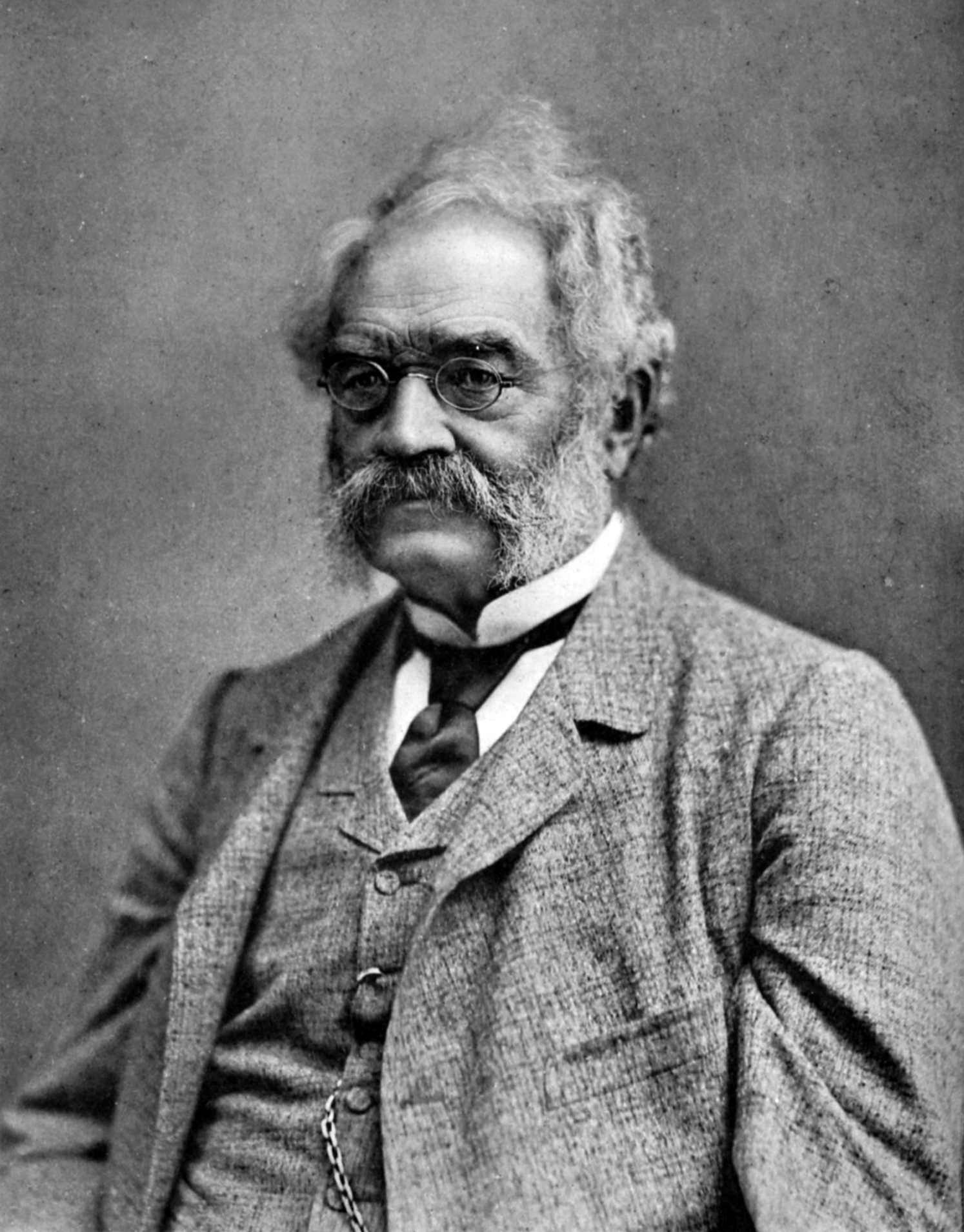
Werner von Siemens, cofundador de Siemens & Halske.

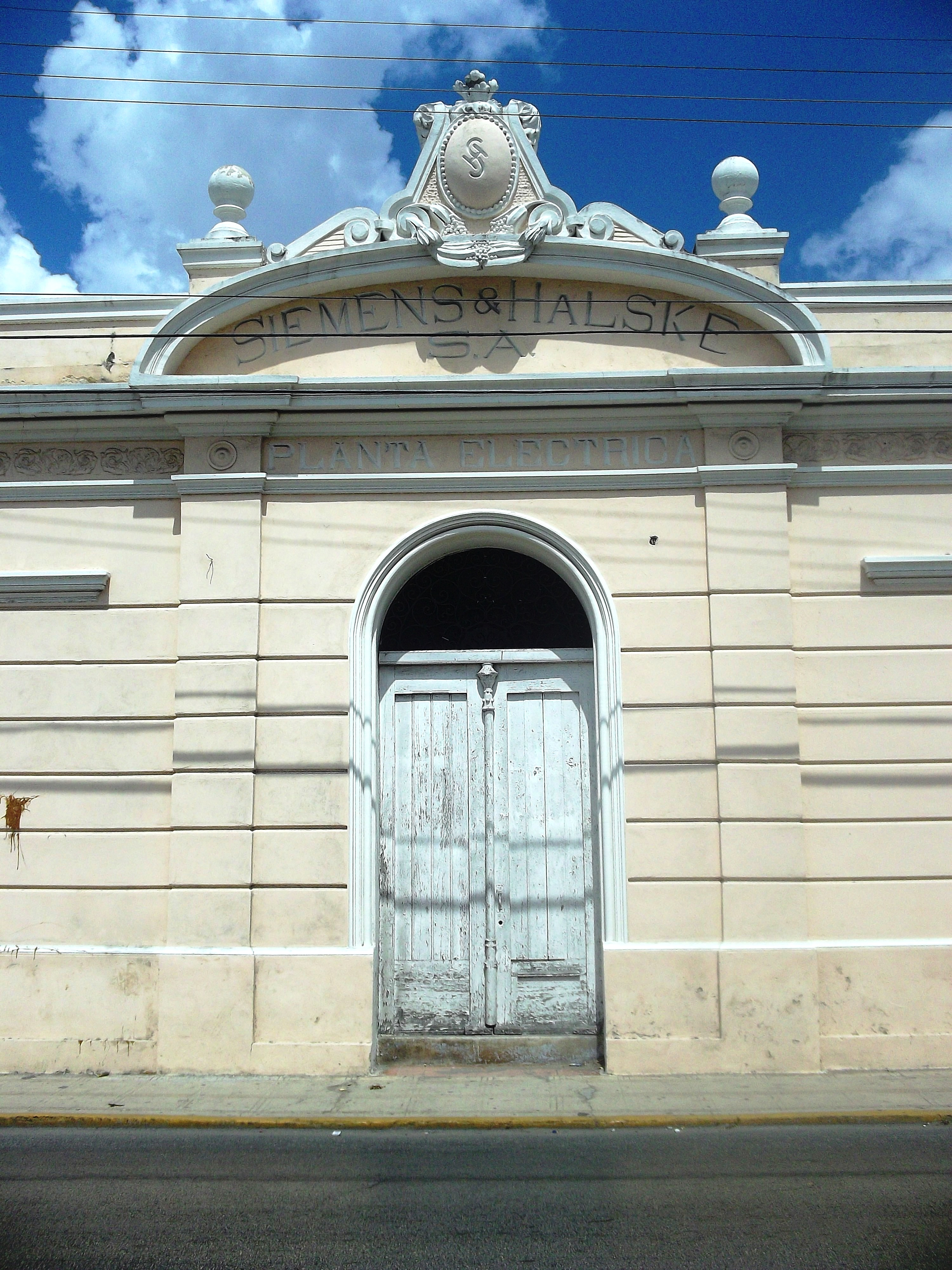
Edificio de una antigua planta termoeléctrica en Mérida, Yucatán, que fue operada por Siemens & Halske, S.A. hasta su nacionalización por parte del gobierno mexicano.

Siemens (en aquel entonces Siemens-Schuckert) explotó el trabajo forzado de los deportados en los campos de concentración nazis. La compañía poseía una planta en el campo de concentración de Auschwitz.
Durante los últimos años de la Segunda Guerra Mundial, numerosas plantas y fábricas en Berlín y otras ciudades importantes fueron destruidos por ataques aéreos aliados. Por lo tanto, para evitar más pérdidas, la fabricación se trasladó a lugares y regiones alternativos no afectadas por la guerra aérea. El objetivo era asegurar la continua producción de bienes relacionados con la guerra y de uso diario. Según los registros, Siemens estaba operando casi 400 plantas de fabricación alternativas al final de 1944 y a principios de 1945.
Las fábricas tenían malas condiciones de trabajo, donde la desnutrición y la muerte eran comunes. Además, se ha demostrado por los estudiosos que se crearon las fábricas anexas a los campos de concentración, administradas por las SS junto con funcionarios de la compañía, a veces funcionarios de alto nivel. La empresa suministró piezas eléctricas a los campos de concentración nazis y a los campos de exterminio. En 1972, Siemens demandó al escritor alemán F. C. Delius por su historia satírica de la empresa, Unsere Siemenswelt, y se determinó que gran parte del libro contenía afirmaciones falsas, aunque el ensayo en sí se centraba en la historia de Siemens durante la Alemania nazi.
Al hombre de negocios de Siemens y miembro del partido nazi John Rabe se le atribuye, sin embargo, el haber salvado muchas vidas chinas durante la masacre de Nankín. Más tarde, en una gira por Alemania, dio conferencias sobre las atrocidades cometidas por las fuerzas japonesas en Nankín

### Escándalo de los sobornos de Siemens AG en Argentina en 1996
El Escándalo de los sobornos de Siemens AG en Argentina se refiere a los pagos ilegales que realizó la empresa Siemens AG en relación con una licitación pública convocada en 1996 por el gobierno argentino que incluía la impresión de los nuevos Documentos Nacionales de Identidad, de los padrones electorales y la informatización de los pasos fronterizos. Siemens AG declaró que los pagos tuvieron inicialmente el propósito de ganar la licitación y que más adelante se hicieron otros para tratar de evitar que las nuevas autoridades argentinas rescindieran el contrato.
Siemens está marcada por escándalos también en China, Japón y España entre otros países.

## Siemens abandona el negocio de la energía nuclear en 2011
Peter Löscher, presidente del grupo Siemens, anunció el 17 de septiembre de 2011 en el semanario Der Spiegel el abandono total del negocio de la energía nuclear como consecuencia de la catástrofe de Fukushima en Japón. En este sentido, Löscher consideró determinante la decisión adoptada por el Bundestag sobre el apagón nuclear en Alemania para el año 2022.

## Escuelas de Cocina en España
La unidad de negocio de electrodomésticos de Siemens colabora con varias escuelas de cocina de España, incluyendo al Basque Culinary Center, la primera facultad de gastronomía de España.

### Basque Culinary Center
Siemens Electrodomésticos pertenece al Patronato de la Fundación Basque Culinary Center, desde el que participa en distintos proyectos, tanto de carácter formativo como del ámbito de la investigación culinaria y gastronómica.

### Innovation Cooking Center
Innovation Cooking Center es una red de escuelas de cocina distribuidas por toda España y equipadas con electrodomésticos Siemens, en la que los aficionados a la gastronomía se reúnen para aprender a cocinar.
A principios de 2017 forman esta red:
- Abastos Cooking Center de la Fundación Abastos Fundazioa - Álava
- Born to Cook - Barcelona
- Emoción en ebullición - Cáceres
- Foodie Cádiz - Cádiz
- Chefs Working - Cantabria
- El gusto es nuestro - Madrid
- Kitchen Academy - Madrid
- Valencia Club Cocina - Valencia
- La Zarola - Zaragoza

## Howden Turbo
Howden Turbo tiene una amplia gama de turbinas prediseñadas en el rango de 75 kW (102 CV) a 10 MW (13 596 CV; 13 410 HP) para turbogeneradores de varias etapas y configuraciones, tanto para generación eléctrica como para accionamiento mecánico. Estos equipos destacan por su modularidad, lo que permite múltiples combinaciones que se adaptan a las necesidades del cliente a un coste competitivo.
PASCH representa a Howden Turbo, antes KKK (Kühnle, Kopp & Kausch) desde 1946, suministrando soluciones a medida en todo el mundo.
Con más de 100 referencias, PASCH se posiciona como el mayor packager de Power-Blocks basados en esta tecnología.

### Kühnle, Kopp & Kausch
En 2006, Siemens Power Generation Group (PG) adquirió el capital social de Kühnle, Kopp & Kausch. Con sede en Frankenthal (Palatinado), Alemania, esta empresa desarrollaba, fabricaba y comercializaba turbinas de vapor con una potencia de hasta 5 MW (6798 CV; 6705 HP), así como turbocompresores y ventiladores para aplicaciones industriales.
La empresa tenía ubicaciones en Frankenthal, Bad Hersfeld, Zweibrücken y Leipzig, en Alemania; y en Helsingor, Dinamarca y registró unas ventas de alrededor de 270 millones de € (US$ 339 millones) en 2005, con una plantilla de aproximadamente 1400 personas. La adquisición estaría sujeta a la aprobación de las autoridades antimonopolio.

“Kühnle, Kopp & Kausch amplía todavía más su cartera de productos en el segmento del mercado de aplicaciones industriales en el rango de producción inferior. Con esta adición, nuestra gama de turbinas de vapor industriales se extiende desde 45 kW (61 CV) hasta 180 MW (244 731 CV; 241 384 HP), mientras que en el campo de los compresores podían ofrecer un amplio espectro de máquinas estándar más pequeñas además de grandes compresores de gas de proceso. Al mismo tiempo, les daba acceso a segmentos de mercado en crecimiento en Asia y América del Norte y a nuevos grupos de clientes, como en la industria de tratamiento de agua y gestión de efluentes…”
dijo Klaus Voges, presidente del grupo Siemens Power Generation.

Las turbinas fabricadas por el grupo Kühnle, Kopp & Kausch AG, se utilizaban para generar energía eléctrica o como accionamientos mecánicos, en aplicaciones como el procesamiento de madera y papel, en la industria química y petroquímica y en las industrias del acero, textiles y alimentos. Los turbocompresores de la empresa se encuentran no solo en diversos procesos químicos, sino también en la industria de gestión de recursos hídricos y efluentes y en la extracción de minerales. Los ventiladores fabricados por Kühnle, Kopp & Kausch se utilizaban, por ejemplo, en centrales eléctricas, en la minería y en las industrias del acero y el cemento.